# Andrew Redmayne
Pour les articles homonymes, voir Redmayne.
Andrew Redmayne est un footballeur international australien né le 13 janvier 1989 à Gosford. Il évolue au poste de gardien de but.

## Biographie

### Enfance
Redmayne est né à Gosford, dans la Central Coast de Nouvelle-Galles du Sud.

### Carrière en club

#### AIS
Redmayne a joué dans les équipes de jeunes de l'Australian Institute of Sport, jouant ainsi deux saisons en Victorian Premier League,.

#### Central Coast Mariners

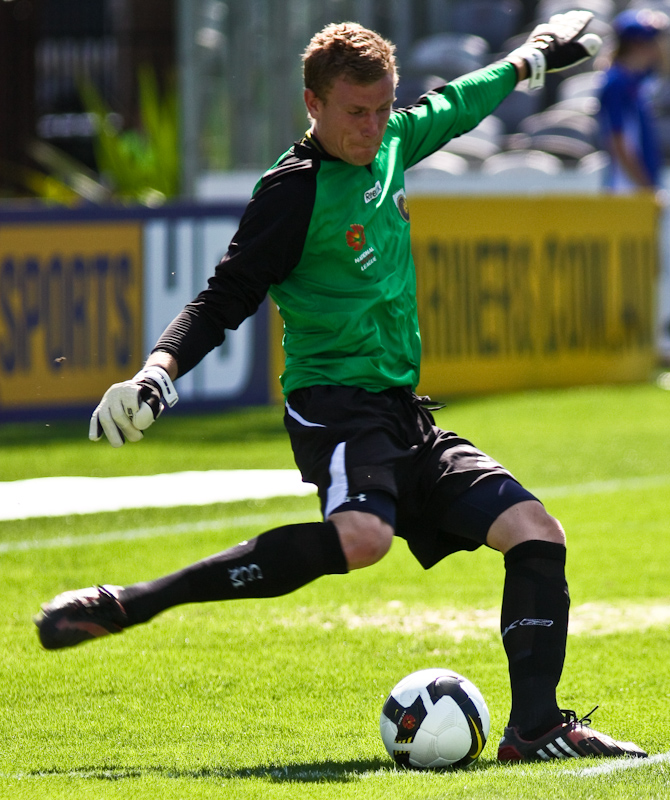
Redmayne avec l'équipe des jeunes des Central Coast Mariners

Redmayne signe avec le club de sa ville natale Central Coast Mariners pour la saison 2007-2008 d'A-League. Il fait ses débuts en compétition officielle en septembre 2008, entrant en jeu à la place de Mark Bosnich, blessé, lors d'une victoire face à Perth Glory. Il fait ensuite ses débuts dans le onze de départ la semaine suivante lors d'un match nul 3 à 3 face à Adélaïde United.
Il joue ce qui sera son dernier match pour les Mariners en janvier 2010, perdant 2-0 face aux Wellington Phoenix.

#### Brisbane Roar
Le 18 janvier 2010, Brisbane Roar annonce avoir trouvé un accord avec Redmayne, ce dernier ayant échoué à trouver sa place dans le onze de départ des Central Coast Mariners. Redmayne débute sous son nouveau maillot en rentrant à la 80e minute en remplaçant le gardien titulaire Michael Theoklitos alors que son club gagne 4-0 face à Gold Coast United. Il fait sa deuxième et dernière apparition pour les Roar lors du dernier match de la saison 2011-2012, faisant face encore une fois à Gold Coast United.

#### Melbourne City
Le 21 janvier 2012, Melbourne Heart annonce Redmayne en tant que première recrue pour la saison 2012-2013. En janvier 2013, il fait ses débuts lors d'une victoire face à Newcastle Jets avant d'être promu comme gardien titulaire du club,

### Carrière en sélection
Redmayne a joué pour l'Australie avec les moins de 20 ans et les moins de 23 ans entre 2008 et 2011, avant de débuter en sélection A lors de la saison 2018-2019.
Il honora sa première sélection le 7 juin 2019, lors d'une rencontre amicale contre la Corée du Sud soldée par une défaite 1-0. 
Alors qu'au départ il était remplaçant, il se fait remarquer lors du match de barrage pour la qualification à la Coupe du monde 2022, en étant décisif lors de la séance de tirs au but face au Pérou. En effet, il effectue des "danses" sur sa ligne de but, avec comme but de déconcentrer les tireurs adverses. Sa technique fonctionnera puisque l'Australie se qualifiera au bout de la séance 5-4.
Le 8 novembre 2022, il est sélectionné par Graham Arnold pour participer à la Coupe du monde 2022.

## Statistiques
Mis à jour le 5 octobre 2014
MSB = Matchs sans buts encaissés
| Club                   | Saison  | Ligue                    | Ligue | Ligue | Coupe | Coupe | Asie | Asie | Total | Total |
| Club                   | Saison  | Division                 | App.  | MSB   | App.  | MSB   | App. | MSB  | App.  | MSB   |
| ---------------------- | ------- | ------------------------ | ----- | ----- | ----- | ----- | ---- | ---- | ----- | ----- |
| AIS                    | 2007    | Victorian Premier League | 12    | 2     | 0     | 0     | 0    | 0    | 12    | 2     |
| AIS                    | 2008    | Victorian Premier League | 5     | 1     | 0     | 0     | 0    | 0    | 5     | 1     |
| AIS                    | Total   | Total                    | 17    | 3     | 0     | 0     | 0    | 0    | 17    | 3     |
| Central Coast Mariners | 2008–09 | A-League                 | 2     | 0     | 0     | 0     | 0    | 0    | 2     | 0     |
| Central Coast Mariners | 2009–10 | A-League                 | 1     | 0     | –     | –     | –    | –    | 1     | 0     |
| Central Coast Mariners | Total   | Total                    | 3     | 0     | –     | –     | 0    | 0    | 3     | 0     |
| Brisbane Roar          | 2010–11 | A-League                 | 1     | 0     | –     | –     | –    | –    | 1     | 0     |
| Brisbane Roar          | 2011–12 | A-League                 | 1     | 0     | –     | –     | 0    | 0    | 1     | 0     |
| Brisbane Roar          | Total   | Total                    | 2     | 0     | –     | –     | 0    | 0    | 2     | 0     |
| Melbourne City         | 2012–13 | A-League                 | 13    | 2     | –     | –     | –    | –    | 13    | 2     |
| Melbourne City         | 2013–14 | A-League                 | 24    | 5     | –     | –     | –    | –    | 24    | 5     |
| Melbourne City         | 2014–15 | A-League                 | 4     | 0     | 1     | 0     | –    | –    | 5     | 0     |
| Melbourne City         | Total   | Total                    | 41    | 7     | 1     | 0     | 0    | 0    | 42    | 7     |
| Total                  | Total   | Total                    | 63    | 10    | 1     | 0     | 0    | 0    | 64    | 10    |

## Palmarès

### Club
Central Coast Mariners:
- Vainqueur du championnat de A-League : 2007–2008

Brisbane Roar:
- Vainqueur du championnat de A-League : 2010-2011
- Vainqueur de la phase finale du championnat de A-League : 2010-2011, 2011-2012

### International
Australie:
- Championnat d'Asie U19 : 2008